# حامد بن عبد الله العلي
حامد بن عبد الله أحمد العلي شاعر، وكاتب، وأكاديمي  ،  وداعية إسلامي، كان خطيب مسجد ضاحية الصباحية وتم توقيفه إثر كلامه في حرب العراق، طلب العلوم الشرعية في الجامعة الإسلامية في المدينة المنورة من عام 1401 هـ إلى عام 1410 هـ وحصل على الماجستير في التفسير وعلوم القرآن، وتولى منصب الأمين العام للحركة السلفية في الكويت من عام 1418 هـ إلى عام 1421 هـ[بحاجة لمصدر]، ثم تفرغ بعدها للكتابة وتدريس العلوم الشرعية في مسجده وإلقاء المحاضرات والدروس. وتم سجنه أربعة سنوات إثر كلامه في أحداث العراق وتم مصادرة أمواله والتضيق عليه.

## طلبه للعلم
يسر له أن تعلم على يد جماعة من أهل العلم استفاد منهم أيامه الأولى في الطلب في الجامعة الإسلامية وفي مسجد النبي ومنهم الشيخ الوائلي في الفقه والشيخ فيحان المطيري في الفقه أيضاً والشيخ حمد الحماد في الفقه أنهى عليه كتاب البيوع شرح بلوغ المرام وشيئاً من كتاب النكاح والشيخ محمد بن عبد الوهاب الشنقيطي - وهو ابن عم الشيخ العلامة المفسر محمد الأمين صاحب (أضواء البيان في إيضاح القرآن بالقرآن)في تفسير القرآن الكريم، روضة الناظر - والشيخ عبد الله عمر الشنقيطي أيضاً في أصول الفقه أخذ عليه كتاب القياس من روضة الناظر والشيخ محمد المختار بن محمد الأمين الشنقيطي وهو ابن صاحب أضواء البيان وقد أخذ عليه شيئاً متن الطحاوية وشيئاً من التدمرية في السنة الثانية في الجامعة.
والشيخ عبد الكريم مراد أخذ عليه بعض شرح الطحاوية لابن أبي العز في الجامعة والمنطق في المسجد النبوي. وقرأ على الشيخ أحمد بن تاويت من علماء المغرب بعضاً من روضة الناظر أيضاً في المسجد النبوي وعلى الشيخ شير على شاه الهندي بعضاً من المنطق أيضاً في المسجد والنحو. ومن الدروس التي واظب عليها في المسجد شرح صحيح مسلم للشيخ العلامة عبد المحسن العباد. وقد التقى بالشيخ العباد ذات مرة في المسجد الحرام في مكة وعرفه بنفسه وذكر له اسمه وهو ضعيف النظر فتعجب وسأله عن العلاقة بينه وبين من كان يقرأ عليه في المسجد النبوي صحيح مسلم فقال إنما هو تشابه في الأسماء فقط وكان الشيخ العباد قد قرأ له رسالة صغيرة بعنوان (ضوابط ينبغي تقديمها قبل الحكم على الطوائف والجماعات) قبل أن يجعل هذا عنوانها وإنما نشرت في مجلة الفرقان الكويتية بعنوان آخر، ثم زاد عليها زيادات مهمة وأعاد طبعها والمقصود أنه كان قد اطلع عليها في المجلة المذكورة وأثنى عليها فشجعه ذلك على إعادة تحريرها وطبعها طبعة ثانية بزيادات مهمة.
ومن العلماء الذين أخذ عليهم أيضاً الشيخ العلامة المحدث حماد الأنصاري حضر عنده شيئاً من شرح صحيح البخاري ودروساً أخرى في بيته دروساً متفرقة وذلك عندما كان جاراً له في الحرة الشرقية وعندما انتقل إلى قرب الجامعة وكان إذا حضر درسه ترى العجب العجاب من سعة علمه وحافظته العجيبة وكأن علوم الشريعة بين عينيه يأخذ منها ماشاء ويدع ما شاء غير أنه كان عسراً بعض الشيء لاسيما مع الذين لايعرفهم وكانت مكتبته عامرة بالمخطوطات النادرة فكان حامد العلي يستفيد منها كثيراً.
وأخذ على الشيخ عبد الله الغنيمان وهو متقاعد الآن من التدريس في الجامعة ويدرس في مسجده في بريدة حضر عنده شرح كتاب الإيمان لابن تيمية عام 1412 هـ ويذكر حامد العلي إذ ذاك كان صغيراً فكان يتعجب من سعة علمه واستحضاره لكلام شيخ الإسلام ابن تيمية ودقته في نسبة العقيدة السلفية وتحريرها، وحضر أيضاً درسه في كتاب التوحيد في المسجد النبوي، وكان يرجع إليه في كل شيء يشكل عليه في أمور العقيدة فيجد عنده الجواب الكافي ما لا يجد مثله عند غيره وربما أشكلت المسألة على كثير من الشيوخ فإذا سألناه جاء بالجواب القاطع لكل شبهة.
كما درس على الشيخ أبي بكر الجزائري التفسير الموضوعي في الجامعة وعلى الشيخ عبد العزيز الدردير التفسير التحليلي وعلى الشيخ عبد العزيز عبد الفتاح القاري خطيب مسجد قباء علوم القرآن وعلى الشيخ عبد الفتاح سلامة وهو من علماء أنصار السنة المحمدية في مصر علوم القرآن أيضاً وعلى الشيخ أكرم العمري مناهج البحث كان هذا كله في كلية الدراسات العليا.
ولما زار الشيخ محمد بن صالح المنصور (المنسلح) وهو من علماء القصيم الكويت قرأ حامد العلي عليه كتاب الواسطية لشيخ الإسلام ابن تيمية أيضاً وكتاب الصوم من زاد المستقنع وأخذ الفرائض على الشيخ عبد الصمد الكاتب من علماء المدينة في المسجد النبوي. كما درس على الشيخ عبد الحليم الهلالي في الجامعة وأما مصطلح الحديث فقد درس كتاب الباعث الحثيث في الجامعة وواصل القراءة فيه حتى قرأ أكثر ما ألف فيه، ووجد أن هذا العلم مما يمكن تحصيله بالقراءة في الغالب ثم انقطع عنه وانشغل بالفقه. وعوضت النقص بالقراءة فهي عنده هواية يتمتع بها.

## الدروس العلمية
وأما دروسه العلمية فهي ـ بالإضافة إلى محاضراته في الثقافة الإسلامية في الكلية :
الدروس التي لا زال يلقيها
درس في فقه الحنابلة (الروض المربع) ودرس في أصول الفقه (شرح وتعليقات على كتاب الورقات للجويني) ودرس في صحيح مسلم ودرس في شرح العقيدة الطحاوية، وقراءة من كتاب (دارالهجرتين) لابن القيم، وفتاوى شرعية بعد صلاة الجمعة في جامع ضاحية الصباحية.
الدروس التي انتهى منها
شرح كتاب دليل الطالب في فقه الحنابلة مع منار السبيل وشرح الواسطية (في قطر عام 1412 هـ) وشرح كتاب التوحيد لمحمد بن عبد الوهاب وتعليقات على كتاب (دعاوى المناوئين لدعوة الإمام محمد بن عبد الوهاب) وتعليقات على كتاب شرح كتاب التوحيد من صحيح البخاري للعلامة عبد الله الغنيمان، وتعليقات على كتاب (النونية) لابن القيم، وشرح روضة الناظر لابن قدامة إلى باب (النهي)، وتعليقات على كتاب شرح الكوكب المنير لابن النجار، وتعليقات على كتاب (التنكيل) للمعلمي، وشرح متن الطحاوية وتعليقات على كتاب (حاشية ابن القاسم على كتاب التوحيد) وتعليقات على كتاب (معالم الانطلاقة الكبرى لعبد الهادي المصري) في قطر عام 1412 هـ، وقصص الأنبياء كاملة من البداية والنهاية، ودروس في كامل السيرة النبوية وأعيدت مرة أخرى، وقطر الندى لابن هشام، ونزهة النظر شرح نخبة الفكر لابن حجر ودورتين صيفيتين في القواعد الفقهية.

## المؤلفات
- رسالة تحرير قاعدة تعارض المفاسد والمصالح وتخريج بعض فروعها (مطبوع).
- ورسالة وسائل الدعوة (مطبوع).
- رسالة توجيه النظر إلى معاني الحروف المقطعة في أوائل السور (مطبوع).
- رسالة الحسبة على الحاكم ووسائلها في الشريعة الإسلامية (مطبوع).
- رسالة تنبيهات على محاضرة الشيخ عبد الله السبت (مطبوع).
- رسالة منح المرأة حق الترشيح والانتخاب حكمه الشرعي وضرره الاجتماعي (مطبوع).
- رسالة الرد على مرجئة العصر (مطبوع).
- رسالة الحفاظ على الهوية في زمن العولمة الثقافية (مطبوع ضمن بحوث مؤتمر القمة الإسلامي الذي انعقد في قطر عام 1421 هـ).
- رسالة البيان لخطر الأحزاب العلمانية على الدين والأخلاق وشريعة القرآن (مطبوع).
- رسالة صغيرة بعنوان (برنامج تفصيلي لطالب العلم) تشتمل على نصائح لطلبة العلم وكيفية طلب العلم عبر مراحل محددة يقرأ فيها الطالب كتب العلم متدرجا، وقد وضعت هذه الرسالة والتي قبلها في الموقع.
- رسالة في حكم دخول المجالس النيابية (لم تطبع بعد).
- رسالة ضوابط ينبغي تقديمها قبل الحكم على الطوائف والجماعات (مطبوع).
- مقالات في المنهج (لم تطبع بعد ونشرت على مدى ثلاث سنوات في صحيفة الوطن الكويتية).
- رسالة الحكم بغير ما أنزل الله (لم تطبع بعد).
- تعليقات على متن الورقات (لم يطبع بعد). وحاشية على منار السبيل (لم يطبع بعد).

## روابط خارجية
- حامد بن عبد الله أحمد العلي على موقع طريق الإسلام